# Louis Billant
Louis Billant, né le 18 juin 1874 dans le 13e arrondissement de Paris et mort le 24 août 1944 à Compiègne, est un chef d'entreprise de Paris puis de Bourges, arrêté comme résistant et décédé de mauvais traitements au camp de Royallieu, tandis que son adjoint Pierre Lebrun meurt peu après à Neuengamme dans une chambre à gaz.

## Biographie

### Jeunesse et famille
Louis Léon Billant est né à Paris en 1874, de Charles Henri Billant, manouvrier, et de Marguerite Rigaut, son épouse. En 1902, devenu, tout comme son père, fabricant d'instruments de précision, il épouse à Nancy Marie Louise Hortense Lebrun.

### Parcours
Ingénieur mécanicien, inventeur de diverses machines, dont il a déposé les brevets dès 1905, ce technicien de formation débute en créant une petite industrie de compas et de matériel de précision à Paris.
Mais il va surtout jouer un rôle important dans la fabrication d’armement, en particulier de grenades alors que la Première Guerre mondiale se prolonge plus que prévu. En collaboration avec le corps du génie militaire, Billant conçoit en 1915 un nouveau type de grenade, « la première percutante ». Comme l’expliquera quelques semaines après l’accident Albert Thomas, alors sous-secrétaire d’État chargé de l’artillerie et des munitions, Louis Billant a été sollicité par l’armée pour produire « en grand » cette grenade « très efficace » », la P1, dont il débute donc la fabrication au 64, rue du Moulin-des-Présdans le quartier de Tolbiac, en plein Paris.
Mais « la production de grenades, 5 000 par jour autorisée, dans les règles de l'art en matière de sécurité, atteint rapidement, à la demande expresse de l'État-major, 30 000 par jour. Les conditions de fabrication et de chargement ne sont plus les mêmes ; la sécurité en pâtit. » Et, le 20 octobre 1915, se produit une explosion qui tue 46 personnes, dont 27 femmes et 19 hommes, et fait environ 100 blessés . Ce grave accident l'oblige à transférer son activité à Bourges, dans le secteur dit du « pré Doulet » au Prado.
Après la guerre, il devient un des spécialistes de la question des munitions dans une ville très orientée dans ce secteur industriel et construit une autre usine, plus excentrée à La Chapelle-Saint-Ursin, spécialisée dans le chargement des munitions sous l'appellation des « établissements Billant » qui deviendront ultérieurement les « établissements Luchaire » et persiste actuellement sous le nom de Nexter Munitions au sein du consortium national de GIATindustrie.
Lors de la guerre 1939-1940, Louis Billant et son directeur Pierre Lebrun enterrent de nombreux matériels de guerre afin qu'ils ne puissent pas servir à l'ennemi. Obligés de faire fonctionner l'usine pour l'occupant, ils en freinent considérablement la production, tout en restant en relation avec la résistance, pour faire parvenir des renseignements intéressants au 2e bureau. Cette action leur vaut d'être arrêtés le 17 mai 1944 et incarcérés au Bordiot, la prison de Bourges. Louis Billant est transféré au camp de Royallieu à Compiègne, où il meurt le 24 août 1944, alors que Pierre Lebrun est déporté en Allemagne, où il meurt en novembre 1944 dans une chambre à gaz. 
Une stèle a été inaugurée le 5 septembre 2002 à Bourges à leur mémoire.